# Canadian Premier League 2019
La Canadian Premier League 2019 fue la primera edición de la Canadian Premier League, la primera división del fútbol de Canadá. Participaron 7 equipos. La temporada inaugural comenzó el 27 de abril en el partido entre el Forge FC y York9 FC, que finalizó 1-1. Finalizó con las finales del campeonato donde el Forge FC se consagró como el primer campeón en la historia de la liga, tras ganar al Cavalry FC en los dos partidos, ambos de marcador 1-0. 

## Formato
Los 7 clubes participantes disputarán en sistema de todos contra todos. Se dividirá en dos torneos: Primavera, que se jugará entre el 27 de abril y 1 de julio, y cada equipo deberá disputar 10 partidos; Otoño, que se va a desarrollar entre el 6 de julio y 19 de octubre, y cada club tiene que jugar 18 encuentros. El mejor posicionado de cada temporada clasificará a la final por el campeonato, consiste de dos partidos, ida y vuelta. Si un equipo culmina primero en ambos torneos, el segundo participante para aquella definición se definirá por el segundo mejor de la tabla acumulada del año. El campeón de la final jugará la Liga Concacaf.

## Equipos participantes
Nota: Todos los equipos usan Macron como fabricante del kit.
| Equipo           | Ciudad   | Entrenador          | Estadio            | Aforo |
| ---------------- | -------- | ------------------- | ------------------ | ----- |
| Cavalry FC       | Calgary  | Tommy Wheeldon Jr.  | ATCO Field         | 6000  |
| FC Edmonton      | Edmonton | Jeff Paulus         | Clarke Stadium     | 5100  |
| Forge FC         | Hamilton | Bobby Smyrniotis    | Tim Hortons Field  | 10016 |
| HFX Wanderers FC | Halifax  | Stephen Hart        | Wanderers Grounds  | 6200  |
| Pacific FC       | Langford | Michael Silberbauer | Westhills Stadium  | 6500  |
| Valour FC        | Winnipeg | Rob Gale            | IG Field           | 33234 |
| York9 FC         | York     | Jimmy Brennan       | York Lions Stadium | 8000  |

### Equipos porprovincia
| Provincia          | N.º | Equipos                 |
| ------------------ | --- | ----------------------- |
| Alberta            | 2   | Calvary FC, FC Edmonton |
| Ontario            | 2   | Forge FC, York9 FC      |
| Columbia Británica | 1   | Pacific FC              |
| Manitoba           | 1   | Valour FC               |
| Nueva Escocia      | 1   | HFX Wanderers FC        |

## Tabla de posiciones

### Torneo de primavera
| Clasifica               | Pos.             | Equipos        | PJ | G | E | P  | GF | GC | Dif. | Pts. |
| ----------------------- | ---------------- | -------------- | -- | - | - | -- | -- | -- | ---- | ---- |
| Final por el campeonato | 1                | Cavalry FC (Q) | 10 | 8 | 0 | 2  | 16 | 7  | +9   | 24   |
|                         | 2                | Forge FC       | 10 | 6 | 1 | 3  | 15 | 7  | +8   | 19   |
| 3                       | FC Edmonton      | 10             | 4  | 2 | 4 | 8  | 9  | -1 | 14   |      |
| 4                       | York9 FC         | 10             | 2  | 5 | 3 | 9  | 11 | -2 | 11   |      |
| 5                       | HFX Wanderers FC | 10             | 3  | 2 | 5 | 8  | 11 | -3 | 11   |      |
| 6                       | Pacific FC       | 10             | 3  | 2 | 5 | 11 | 15 | -4 | 11   |      |
| 7                       | Valour FC        | 10             | 3  | 0 | 7 | 8  | 15 | -7 | 9    |      |

### Torneo de otoño
| Clasifica               | Pos.             | Equipos        | PJ | G  | E | P  | GF | GC  | Dif. | Pts. |
| ----------------------- | ---------------- | -------------- | -- | -- | - | -- | -- | --- | ---- | ---- |
| Final por el campeonato | 1                | Cavalry FC (Q) | 18 | 11 | 5 | 2  | 35 | 12  | +23  | 38   |
| Final por el campeonato | 2                | Forge FC (Q)   | 18 | 11 | 4 | 3  | 30 | 19  | +11  | 37   |
|                         | 3                | York9 FC       | 18 | 7  | 2 | 9  | 30 | 26  | +4   | 23   |
| 4                       | Pacific FC       | 18             | 5  | 5  | 8 | 24 | 31 | -7  | 20   |      |
| 5                       | Valour FC        | 18             | 5  | 4  | 9 | 22 | 37 | -15 | 19   |      |
| 6                       | FC Edmonton      | 18             | 4  | 6  | 8 | 19 | 24 | -5  | 18   |      |
| 7                       | HFX Wanderers FC | 18             | 3  | 8  | 6 | 13 | 24 | -11 | 17   |      |

### Tabla acumulada
| Clasifica               | Pos.             | Equipos    | PJ | G  | E  | P  | GF | GC  | Dif. | Pts. |
| ----------------------- | ---------------- | ---------- | -- | -- | -- | -- | -- | --- | ---- | ---- |
| Final por el campeonato | 1                | Cavalry FC | 28 | 19 | 5  | 4  | 51 | 19  | +32  | 62   |
| Final por el campeonato | 2                | Forge FC   | 28 | 17 | 5  | 6  | 45 | 26  | +19  | 56   |
|                         | 3                | York 9 FC  | 28 | 9  | 7  | 12 | 39 | 37  | +2   | 34   |
| 4                       | FC Edmonton      | 28         | 8  | 8  | 12 | 27 | 33 | -6  | 32   |      |
| 5                       | Pacific FC       | 28         | 8  | 7  | 13 | 35 | 41 | -6  | 31   |      |
| 6                       | HFX Wanderers FC | 28         | 6  | 10 | 12 | 21 | 35 | -14 | 28   |      |
| 7                       | Valour FC        | 28         | 8  | 4  | 16 | 30 | 52 | -22 | 28   |      |

## Final por el campeonato
Para definir al campeón, se jugaron dos partidos, la ida se realizó el 26 de octubre y la vuelta el 2 de noviembre. El campeón clasificó a la Liga Concacaf 2020.
| 26 de octubre de 2019 | Forge FC             | 1:0 (1:0) | Cavalry FC | Tim Hortons Field, Hamilton, Ontario                            |                                                                 |
| 16:00                 | Tristan Borges 45+1' | Reporte   |            | Asistencia: 10.486 espectadores Árbitro(s): Pierre-Luc Lauzière | Asistencia: 10.486 espectadores Árbitro(s): Pierre-Luc Lauzière |

| 2 de noviembre de 2019 | Cavalry FC | 0:1 (0:0) (Global 0:2) | Forge FC        | ATCO Field, Calgary, Alberta                          |                                                       |
| 12:30                  |            |                        | Choinière 90+5' | Asistencia: 5.831 espectadores Árbitro(s): Alain Ruch | Asistencia: 5.831 espectadores Árbitro(s): Alain Ruch |

| Bandera de Canadá          |
| Campeón Forge FC 1º título |

## Clasificación a la Liga Concacaf 2019
Solo por este año, el primer representante de la liga para la Liga Concacaf 2019 se definió a través de los enfrentamientos en el torneo de primavera entre el FC Edmonton, Forge FC y Valour FC, el primero, por ser el club ya existente antes de la fundación de la liga, los otros dos, por ser los primeros en afiliarse. Son denominados por la federación como los «equipos inaugurales», otorgándoles el privilegio.
| Clasifica   | Pos.      | Equipos      | PJ | G | E | P | GF | GC | Dif. | Pts. |
| ----------- | --------- | ------------ | -- | - | - | - | -- | -- | ---- | ---- |
| Clasificado | 1         | Forge FC (Q) | 4  | 3 | 0 | 1 | 6  | 2  | +4   | 9    |
|             | 2         | FC Edmonton  | 4  | 2 | 0 | 2 | 3  | 4  | -1   | 6    |
| 3           | Valour FC | 4            | 1  | 0 | 3 | 3 | 6  | -3 | 3    |      |

## Goleadores
| Jugador           | Equipo      | Goles |
| ----------------- | ----------- | ----- |
| Tristan Borges    | Forge FC    | 13    |
| Terran Campbell   | Pacific FC  | 11    |
| Dominique Malonga | Cavalry FC  | 11    |
| Easton Ongaro     | FC Edmonton | 10    |
| Rodrigo Gattas    | York9 FC    | 9     |